# 埃爾特里溫福縣
埃爾特里溫福縣（西班牙語：Cantón El Triunfo），是厄瓜多爾的縣份，位於該國中部，由瓜亞斯省負責管轄，始建於1983年8月25日，面積389平方公里，2001年人口34,117，人口密度每平方公里87.7人。
2°20′S 79°24′W / 2.333°S 79.400°W